# سفارة تونس لدى كوريا الجنوبية
سفارة تونس لدى كوريا الجنوبية هي البعثة الدبلوماسية لجمهورية تونس لدى جمهورية كوريا الجنوبية، وتقع بالعاصمة سول.